# Хайдер Алі
Хайде́р Алі́ (англ. Haider Ali; 12 листопада 1979) — пакистанський професійний боксер, призер Азійських ігор, чемпіон Азії.

## Аматорська кар'єра
На Азійських іграх 1998 здобув дві перемоги, зокрема над Булатом Жумаділовим (Казахстан), і програв у півфіналі Герменсену Балло (Індонезія), отримавши бронзову медаль у категорії до 51 кг.
На Південноазійських іграх 1999 став чемпіоном вже в категорії до 57 кг.
На чемпіонаті Азії 1999 в категорії до 54 кг програв у першому бою.
На Олімпійських іграх 2000 в категорії до 57 кг програв у першому бою Рамазану Паліані (Туреччина).
На чемпіонаті Азії 2002 здобув чотири перемоги і став чемпіоном.
На Іграх Співдружності 2002 здобув п'ять перемог і став чемпіоном.

## Професіональна кар'єра
2003 року дебютував на професійному рингу, але успіху не досяг, програвши три поєдинки з дев'яти.